# Bukovica (Ivanjica)
Pour les articles homonymes, voir Bukovica.
Bukovica (en serbe cyrillique : Буковица) est une localité de Serbie située dans la municipalité d’Ivanjica, district de Moravica. Au recensement de 2011, elle comptait 1 663 habitants.
Bukovica est officiellement classée parmi les villages de Serbie.

## Démographie

### Évolution historique de la population
| 1948 | 1953 | 1961 | 1971  | 1981  | 1991  | 2002  | 2011  |
| ---- | ---- | ---- | ----- | ----- | ----- | ----- | ----- |
| 756  | 836  | 875  | 1 013 | 1 334 | 1 621 | 1 686 | 1 663 |

|  |